# Đại hội Đảng Cộng sản Việt Nam lần thứ I
Đại hội Đảng Cộng sản Đông Dương lần thứ I hay Đại hội đại biểu lần thứ nhất của Đảng Cộng sản Đông Dương diễn ra từ ngày 27 đến ngày 31 tháng 3 năm 1935 ở thuộc địa Ma Cao. Tham dự đại hội có tất cả 13 đại biểu chính thức thay mặt cho 500 đảng viên trong nước và các đảng bộ ở nước ngoài.

## Hoàn cảnh lịch sử
Đại hội đại biểu lần thứ nhất của Đảng Cộng sản Đông Dương diễn ra khi lực lượng cộng sản trong nước gần như hoàn toàn bị triệt tiêu sau đợt khủng bố trắng của Pháp sau Xô-viết Nghệ Tĩnh nay đã dần dần phục hồi trở lại. Ban Chấp hành Trung ương Đảng chỉ thị triệu tập đại hội Đảng.

## Nội dung
- Đại hội đánh giá cao những thắng lợi của Đảng trong việc khôi phục hệ thống tổ chức Đảng.
- Đại hội thừa nhận:

1. Luận cương chính trị tháng 10/1930
2. Chương trình hoạt động tháng 6/1932
3. Kiểm điểm phong trào cách mạng, tổ chức lãnh đạo cách mạng (1932-1935)

- Đại hội đề ra 3 nhiệm vụ cụ thể:

1. Xây dựng và phát triển Đảng
- Phát triển cơ sở Đảng tại các xí nghiệp, nhà máy, hầm mỏ, tại các thành thị...
- Kết nạp thêm đảng viên ưu tú trong hàng ngũ giai cấp công nhân
- Đẩy mạnh việc phê và tự phê trong Đảng

2. Thâu phục quảng đại quần chúng
- Phát triển hội phụ nữ, các dân tộc thiểu số...
- Thành lập mặt trận dân tộc thống nhất

3. Đẩy mạnh chống chiến tranh đế quốc
Đại hội cũng đã thông qua Nghị quyết Chính trị, Điều lệ Đảng và:
- Các nghị quyết về vận động công nhân, nông dân, binh lính, thanh niên, phụ nữ.
- Các nghị quyết về công tác trong các dân tộc thiểu số.
- Các nghị quyết về đội Tự vệ đỏ và đội Cứu tế đỏ.

Bầu Ban Chấp hành Trung ương mới gồm 13 ủy viên (9 ủy viên chính thức và 4 ủy viên dự khuyết). Lê Hồng Phong được bầu làm Tổng Bí thư. Nguyễn Ái Quốc (Hồ Chí Minh) được cử làm đại diện của Đảng Cộng sản Đông Dương tại Đệ Tam Quốc tế.

## Ý nghĩa
- Đại hội đánh dấu sự khôi phục và phát triển của tổ chức Đảng
- Là sự chuẩn bị cho thắng lợi của các phong trào tiếp theo

Đại hội đại biểu lần I của Đảng được xem như là mốc đánh dấu bước phát triển quan trọng của Đảng. Đảng đã phục hồi được hệ thống tổ chức từ Trung ương đến địa phương, các Xứ ủy Bắc Kỳ, Trung Kỳ và Nam Kỳ được lập lại, các tổ chức quần chúng của Đảng cũng dần được khôi phục và phát triển.
Đại hội chính là mốc đánh dấu sự sống còn của Đảng Cộng sản Đông Dương vì trước đó tất cả các tổ chức, đảng phái khác như Việt Nam Quang phục Hội, Việt Nam Quốc dân Đảng,… sau khi bị thực dân Pháp đàn áp đều không còn hoạt động hoặc hoạt động rất hạn chế, cơ sở trong nước bị khủng bố hoàn toàn, chỉ còn các cơ sở hoạt động tại hải ngoại.